# Oyster club
Oyster club is een lied van de Nederlandse rapper Jack in samenwerking met de Nederlandse rapper Emms. Het stond in 2022 als derde track op het album Waterman van Jack.

## Achtergrond
Oyster club is geschreven door Dylan Klomp, Emerson Akachar en Thijs van Egmond en geproduceerd door Thez. Het is een nummer dat past in de genres nederhop en trap. In het lied rappen en zingen de artiesten over hun rijkdommen en succes en hoe vrouwen hun anders behandelen omdat ze veel geld hebben en bekend zijn. Het is de eerste keer dat de twee artiesten met elkaar samenwerken en anno 2023 de enige keer.

## Hitnoteringen
Ondanks dat het lied niet als single was uitgebracht, hadden de artiesten toch bescheiden succes met het lied in Nederland. Het stond op de 91e plaats van de Single Top 100 in de enige week dat het in deze hitlijst te vinden was. De Top 40 en haar Tipparade werden niet bereikt.